# Kappás
Kappás är en ort i Grekland.   Den ligger i prefekturen Nomós Kardhítsas och regionen Thessalien, i den centrala delen av landet, 230 km nordväst om huvudstaden Aten. Kappás ligger 132 meter över havet och antalet invånare är 296.
Terrängen runt Kappás är kuperad söderut, men norrut är den platt. Runt Kappás är det ganska tätbefolkat, med 104 invånare per kvadratkilometer. Närmaste större samhälle är Trikala, 15,7 km norr om Kappás. Trakten runt Kappás består till största delen av jordbruksmark.